# Streetman
Streetman è un comune degli Stati Uniti d'America nella Contea di Freestone e parzialmente anche in quella di Navarro, nello Stato del Texas. Nel 1990 la popolazione era di 260 individui. Da una stima del 2007 la popolazione risulta ridotta a 208 unità.

## Geografia fisica
Streetman è sulla US Highway 75. La maggior parte della città è nella Contea di Freestone, circa un terzo è in quella di Navarro. Secondo l'Ufficio del censo degli Stati Uniti, la città ha una superficie totale di 1,3 km², con tutti i suoi territori.

## Società

### Evoluzione demografica
Nel censimento del 2000 vi erano 203 persone; formate da 55 famiglie che risiedono in città. 
La densità di popolazione è di 421 abitanti per miglio quadrato. Ci sono 128 unità abitative ad una densità media di 103,0/km². La composizione razziale della città è dell'83% di bianchi, il 14% di afroamericani, lo 0,99% di altre razze e lo 0,49% di ispanici e latini. Ci sono 102 famiglie, di cui il 17% erano bambini al di sotto dei 18 anni di età che vivono con loro; il 42% sono le coppie sposate che vivono insieme; l'8% di sesso femminile ha un padrone di casa con il marito non presente, e il 45% non forma una famiglia. Il 40% di tutte le famiglie è costituito da singoli individui e il 22% ha qualcuno che vive da solo con 65 anni di età o più.
Nella città la popolazione è formata dal 15% di età inferiore ai 18 anni; dal 5% di media fra i 18 e i 24 anni; il 26% dai 25 ai 44 anni; dal 27% dei quarantenni e sessantenni; e dal 25% di coloro che hanno più di 65 anni. L'età media è di 47 anni. Per ogni 100 femmine ci sono 93 maschi. Per ogni 100 femmine di 18 anni d'età e oltre, ci sono 85 maschi. Il reddito medio per una famiglia nella città è di 19.531 dollari, e il reddito medio per una famiglia è di 33.750. I maschi hanno un reddito medio di 31.667 dollari rispetto al 20.313 delle donne. Il reddito pro capite della città è 13.599 dollari. Circa il 5% delle famiglie e il 9% della popolazione è al di sotto della soglia di povertà.